# Holmsjön (Göteryds socken, Småland)
Holmsjön är en sjö i Älmhults kommun i Småland och ingår i Helge ås huvudavrinningsområde. Sjön har en area på 0,512 kvadratkilometer och ligger 119 meter över havet. Vid provfiske har abborre, gädda och mört och gös  fångats i sjön.

## Delavrinningsområde
Holmsjön ingår i det delavrinningsområde (626641-138348) som SMHI kallar för Ovan Lillån. Medelhöjden är 122 meter över havet och ytan är 31,13 kvadratkilometer. Räknas de 59 avrinningsområdena uppströms in blir den ackumulerade arean 1 542,98 kvadratkilometer. Avrinningsområdets utflöde Helge å mynnar i havet. Avrinningsområdet består mestadels av skog (67 procent) och öppen mark (12 procent). Avrinningsområdet har 0,51 kvadratkilometer vattenytor vilket ger det en sjöprocent på 1,6 procent. Bebyggelsen i området täcker en yta av 0,26 kvadratkilometer eller 1 procent av avrinningsområdet.